# 델타 포스
 제1특수부대작전분견대 델타(영어: Special Forces Operational Detachment-Delta; 1st SFOD-D)는 델타 포스(영어: Delta force)라는 별명으로 유명한 미국 육군의 특수부대이다. 티어1 대테러 임무를 수행하며, 합동특수작전사령부에 소속된 특수부대이다. 전투적응단(Combat Applications Group; CAG), 육군별도부대(Army Compartmented Element; ACE), "그 부대"("The Unit") 등으로도 불리며 기밀 유지를 위해 현재 사용중인 정확한 부대명은 수시로 변경된다.

## 역사
1962년부터 1963년까지 1년간 영국 육군 SAS에 교환 장교로 파견되었던 그린베레 소속의 장교 찰스 베크위드대령은 SAS처럼 직접타격에 중점을 둔 새로운 특수부대 창설의 필요성을 미군 수뇌부에 설득하였으나 부정적인 반응이었다. SAS를 벤치마킹한 새로운 부대의 창설에는 일단 실패했지만, 기존의 그린베레 특수전 교육에 SAS의 영향을 가미하여 더욱 현대적으로 발전시킨 교육과정인 Q코스를 완성하였다,
그 후로도 베크위드는 SAS의 주요 임무인 대테러 등의 특수임무를 전문적으로 수행하는 새로운 부대를 미군에도 만들려는 계획을 포기하지 않고 꾸준히 구상하였다. 결국 이 계획이 실현되어서 1977년에 델타 포스가 창설되었다.

## 규모
델타 포스는 직접 작전을 수행하는 3개 제대와 지원대를 포함해 800∼1천명 규모로 추정되며, JSOC 예하부대 중 가장 크다고 추측 중이다. 실제 작전에 투입되는 오퍼레이터 대원도 대략 250~300명으로 추정 중이나 실제 수치나 부대 규모는 알려진 적이 없다.
델타 포스 대원들은 대부분이 레인저탭을 가진 거친 경험이 있는 그린베레 (Ranger qualified Army Special Forces) 출신이며, 데브그루나 '제24특수작전비행단'과 같은 타 군 출신들도 많다. 
미 해군의 대테러부대인 데브그루(미 해군 특수전 개발단/구 SEAL 6팀), 미 공군의 제24특수전술대대, 그리고 더 엑티비티(The Activity) 혹은 회색 여우(Gray Fox)라는 이름으로 더 유명한 ISA와 함께 합동 특수작전 사령부(JSOC)의 지휘를 받는 티어 1급 부대이다.
2006년 2월, 미국 국방부는 델타 포스의 인원을 증강시키고 특수부대의 전체 인원도 15% 증가시키는 등, 국방전략을 정규전 중심에서 특수부대의 비정규전 중심으로 개편하는 보고서를 발표했다.

## 참가한 작전
| 작전명                                                           | 국가         | 년도   |
| ---------------------------------------------------------------- | ------------ | ------ |
| 독수리 발톱 작전(Operation Eagle Claw)                           | 이란         | 1980년 |
| 긴급한 분노 작전(Operation Urgent Fury)                          | 그레나다     | 1983년 |
| 맹렬한 선제공격 작전(Operation Acid Gambit)                      | 파나마       | 1989년 |
| 정당한 사유 작전(Operation Just Cause)                           | 파나마       | 1989년 |
| 사막의 방패 작전(Operation Desert Shield)                        | 이라크       | 1990년 |
| 사막의 폭풍 작전(Operation Desert Storm)                         | 이라크       | 1991년 |
| 희망 회복 작전(Operation Restore Hope)                           | 소말리아     | 1993년 |
| 고딕 뱀 작전(Operation Gothic Serpent)                           | 소말리아     | 1993년 |
| 항구적 자유 작전(Operation Enduring Freedom)                     | 아프가니스탄 | 2001년 |
| 아나콘다 작전 (Operation Anaconda, OEF의 부속 작전)              | 아프가니스탄 | 2002년 |
| 이라크 자유 작전(Operation Iraqi Freedom)                        | 이라크       | 2003년 |
| 조심스러운 해결 작전(Operation Vigilant Resolve)                 | 이라크       | 2004년 |
| 케일라 뮬러 작전(Operation Kayler Mueller, 알바그다디 제거 작전) | 시리아       | 2019년 |

## 같이 보기
- 특수부대 목록
- 미국 중앙 정보국의 특수활동부
- 미국 해군 특수전 개발단
- 영국 SAS
- 대한민국 707특수임무단
- 모가디슈 전투
- 블랙 호크 다운 (영화)

## 참조

### 인용
1. ↑  https://www.washingtontimes.com/news/2012/jun/3/delta-force-armys-quiet-professionals/
2. ↑  한면택 (2006년 2월 6일). “미 특수부대 중심 국방전략 전면개편”. 내일신문. 2004년 10월 15일에 원본 문서에서 보존된 문서. 2011년 3월 17일에 확인함.

### 웹 자료
- “"美델타포스, 탈레반 저항으로 12명 부상"<뉴요커誌>”. 연합뉴스. 2001년 11월 4일. 2011년 3월 17일에 확인함.
- “<이라크戰> <델타포스 후세인 사살작전 착수>”. 연합뉴스. 2003년 3월 20일. 2011년 3월 17일에 확인함.
- 하윤혜 (2004년 5월 21일). ““美 정예부대 델타포스가 포로학대”…NBC보도…바그다드 인근에 비밀수용소 설치”. 국민일보. 2011=03-17에 확인함.